# جون أوبراين (لاعب كرة مضرب)
جون أوبراين (بالإنجليزية: John O'Brien)‏ هو لاعب كرة مضرب أسترالي، ولد في 6 يوليو 1932 في نيوساوث ويلز في أستراليا.

## وصلات خارجية
- جون أوبراين على موقع رابطة محترفي التنس (الإنجليزية)
- جون أوبراين على موقع الاتحاد الدولي لكرة المضرب (الإنجليزية)